# هونج ين تشانغ
هونج ين تشانغ (بالإنجليزية: Hong Yen Chang)‏ هو محامي أمريكي، ولد في 1859، وتوفي في 4 أغسطس 1926.